# 48 heures (Stargate)
Pour les articles homonymes, voir 48 heures (homonymie).
48 heures est le 102e épisode de la saison 5 de la série télévisée Stargate SG-1.

## Résumé
Teal'c se retrouve prisonnier de la Porte des étoiles après le retour de P3X-116.

## Distribution
- Richard Dean Anderson : Jack O'Neill
- Amanda Tapping : Samantha Carter
- Christopher Judge : Teal'c
- Michael Shanks : Daniel Jackson
- Don S. Davis : George Hammond
- David Hewlett : Dr. Rodney McKay
- Tom McBeath : Harry Maybourne
- Colin Cunningham : Major Paul Davis
- Bill Marchant : Adrian Conrad / Goa'uld
- Garry Chalk : Colonel Chekov
- Gary Jones : Sgt. Walter Harriman
- John de Lancie : Colonel Frank Simmons
- Jeff Seymour : Mr. Black
- Martin Blaiz : Garde du NID
- Dan Shea : Sgt. Siler
- Tracy Westerholm : SF
- Ken Phelan : Serveur
- Peter Wingfield : Tanith